# غزل البنات (فلم)
غزل البنات (بالإنجليزية: The Flirtation of Girls Or ghazal albanat)، فيلم سينمائي مصري، إنتاج عام 1949. إخراج: أنور وجدي، تأليف: نجيب الريحاني تمثيَل : نجيب الريحاني، ليلى مراد، يوسف وهبي، أنور وجدي، محمد عبد الوهاب، سليمان نجيب. تم اختيارهُ كتاسع أفضل 100 فيلم في تاريخ السينما المصرية، وشارك فيه كبار نجوم هذه الفترة. وهو آخر الأفلام التي شارك فيها نجيب الريحاني، حيث تُوفي بعد إكماله وقبل عرضه.

## قصة الفيلم
الأستاذ حمام (نجيب الريحاني) مدرس اللغة العربية الفقير الذي يعمل في مدرسة خاصة، يطرده ناظر المدرسة لكنه يصبح مدرسًا خاصاً لليلى (ليلى مراد) بنت مراد الباشا (سليمان نجيب) ويعجب بها في صمت، ولكنها تحب شاباً آخر، يكتشف حمام أن حبيبها ليس إلا نصاباً يطمع في ثروتها فيحذرها منه. في أحد لقاءاتها بحبيبها في كباريه، يصطحبها حمام بعد أن يواجهه بحقيقته ويستنجد بالطيار وحيد (أنور وجدي) ليخلصها من هذا الأفاق. يدعي الضابط للحبيب الأفاق أنه اِبْن عَمّها وينقذها منه، في نفس الوقت الذي يُعجب بها وتبادله مشاعره، ويدرك حمام استحالة حبه لها ويرضى بالأمر الواقع.

أبطال فيلم غزل البنات وهم أنور وجدي واقفا وأمامه الجالسين من اليمين إلى اليسار ليلى مراد ويوسف وهبي ومحمد عبد الوهاب ونجيب الريحاني

## القصة الكاملة
ليلى (ليلى مراد) بنت الباشا(سليمان نجيب) هي فتاة لاهية تغني وترقص وتركب الخيل وتحب في التليفون، وتهمل دروسها حتى رسبت ولها ملحق في اللغة العربية، ويحتار مرزوق أفندي (عبد الوارث عسر) سكرتير الباشا كيف يخبره برسوبها، ويحاول مع الدادة ماشالله (فردوس محمد) واللبيس ياسين (عبد المجيد شكري) فيرفضان، ويضطر لإبلاغ الباشا بنفسه بالخبر المشئوم فيثور عليه ثورة عارمة لا يطفئها سوى تعهد مرزوق أفندي بإحضار جهبذ اللغة العربية حمام أفندي (نجيب الريحاني) ليدرس ليلى اللغة العربية، كان حمام أفندي يعمل مدرسًا في مدرسة خاصة للبنات الصغار الضعاف في اللغة العربية، لكن تم فصله من الوظيفة، فأنقذه صديقه مرزوق بالوظيفة الجديدة، ويذهب حمام للقصر ويكتشف أنه لم يكن يحيا بهذه الدنيا من فرط البذخ الذي يعيش فيه الباشا وإبنته، حتى إنه قد عُيّن موظف لرعاية كلبها المدلل چيمي، وحدث سوء تفاهم واختلط الأمر على حمام فظن ياسين الذي يقدم القهوة هو الباشا وظن الباشا هو الجنايني وأساء الأدب معه فطرده، ومما زاد الطين بلة أن ليلى فقدت إسورتها الذهبية وظنوا أن حمام هو السارق، وأمسكوا به وفتشوه وأهانوه، حتى تذكرت ليلى أين تركت الإسورة ووجدتها، وحاولت ليلى إصلاح الأمر، فاقترحت على الباشا أن يلحقه بالعمل بعد إستبداله بآخر مناسب وذلك بإدخاله الحمام وحلاقة ذقنه وتغيير ملابسه حتى أصبح إنسانًا آخر، ومنح حجرة خاصة وثلاث وجبات، وقام بتدريس ليلى والتي سقته من دلالها وشقاوتها حتى وقع في حبها إليه فبادلها الإعجاب والحب الحقيقي والذي شعر به على كبر، وظن أنها تبادله نفس المشاعر، كانت ليلى على صلة بالشاب المخادع أنور (محمود المليجي) والذي استغل سذاجتهما من أجل مآربه الدنيئة، وأرادت أن تهرب لتلقاه، فاستغلت هروب حمام وهربت معه، واصطحبته إلى الكباريه حيث قابلت أنور، واكتشف حمام أنها تحب غيره، وسمع من يتحدث عن حقيقة أنور، فحاول إنقاذها منه بالقوة، فألقوه خارجًا، وتقابل مع الطيار وحيد صفوت (أنور وجدي) واستنجد به، والذي استطاع أن يخلصها على أنه اِبْن عَمّها وحاول حمام التخلص من وحيد فاقتحم منزلًا على أنه منزل الباشا وتصادف أنه منزل الفنان يوسف وهبي والذي كان في ضيافته الفنان محمد عبد الوهاب يُجري إحدى بروفاته، ليدرك حمام أن ليلى ليست له، ولا بد أن تحب شاب في مثل عمرها، وينسحب من حياتها.

## الممثلون
- نجيب الريحاني: ... حمام مدرس اللغة العربية
- ليلى مراد: ... ليلي بنت الباشا
- أنور وجدي: ... الطيار وحيد صفوت
- سليمان نجيب: ... الباشا مراد
- فردوس محمد: ... الست ماشالله - الدادة
- عبد الوارث عسر: ... مرزوق أفندي مخدوم لدي الباشا
- محمود المليجي: ... أنور النصاب
- نبيلة السيد: ... تلميذة
- سعيد أبو بكر: ... سليمان مخدوم لدي يوسف وهبي
- هند رستم: ... كومبارس صامت
- داليدا: ... كومبارس صامت
- استيفان روستي: ... صاحب الكباريه
- محمد عبد الوهاب: ... بشخصيته الحقيقية
- يوسف وهبي: ... بشخصيته الحقيقية
- زينات صدقي: ... حكمة حبيبة سابقة لأنور
- فريد شوقي: ... من رواد الكباريه
- عبد المجيد شكري: ... ياسين مخدوم لدي الباشا والخادم المختص بتقديم القهوة
- عبد الحميد زكي: ... ناظر المدرسة
- فؤاد الرشيدي: ... مخدوم لدي الباشا الخادم المختص بالكلب
- عبد المنعم إسماعيل ... فراش المدرسة
- زكي محمد حسن (زكي الحرامي)... '
- زكي كاريوكا ... '
- جينا ... فيفي صديقة ليلی
- وديع الصافي ... عازف الناي

## أغاني الفيلم
يتضمن الفيلم العديد من الأغاني وهي:
| الأغنية        | المغني/ة                 | المؤلف     | الملحن          |
| -------------- | ------------------------ | ---------- | --------------- |
| أبجد هوز       | ليلى مراد                | حسين السيد | محمد عبد الوهاب |
| إتمختري يا خيل | ليلى مراد                | حسين السيد | محمد عبد الوهاب |
| الدنيا غنوة    | ليلى مراد                | حسين السيد | محمد عبد الوهاب |
| الحب جميل      | ليلى مراد                | حسين السيد | محمد عبد الوهاب |
| ما ليش أمل     | ليلى مراد                | حسين السيد | محمد عبد الوهاب |
| عاشق الروح     | محمد عبد الوهاب          | حسين السيد | محمد عبد الوهاب |
| عيني بترف      | نجيب الريحاني، ليلى مراد | حسين السيد | محمد عبد الوهاب |

## أهمية الفيلم
غزل البنات هو واحدٌ من بين ثلاثة أفلام مصرية اختارها نقاد سينمائيون لتكون ضمن أفضل مئة فيلم مصري (1996)، وأفضل مئة فيلم كوميدي مصري (2022)، أفضل مئة فيلم غنائي مصري (2023)، وهو الوحيد بينهن الذي كان بين الأفلام العشرة الأوائل في كلّ قائمة على حدة. الفيلمان الآخران هما الأيدي الناعمة، والزوجة ١٣.

## وصلات خارجية
- مقالات تستعمل روابط فنية بلا صلة مع ويكي بيانات